# 让·吕萨博物馆
让·吕萨博物馆（法語：Musée Jean-Lurçat et de la tapisserie contemporaine）是法国昂热的一座博物馆，成立于1967年。 
让·吕萨博物馆设于中世纪建筑圣若望医院内，展出法国艺术家让·吕萨收藏的壁毯。2014年访客达61096人。